# Bridie O'Gorman
Pour les articles homonymes, voir O'Gorman.
Pas d'image ? Cliquez ici

a Compétitions nationales et continentales officielles uniquement.

b Matchs officiels uniquement.
Dernière mise à jour le 15 avril 2025.
Bridie O'Gorman, née le 8 décembre 1998 à Sydney (Australie), est une joueuse internationale australienne de rugby à XV évoluant au poste de pilier. Licenciée au Sydney University FC, elle joue également avec les Waratahs.

## Biographie
Bridie O'Gorman naît le 8 décembre 1998 à Sydney en Australie, d'un père irlandais originaire de Tipperary. Elle commence à pratiquer le rugby à XV à l'université de Sydney, où elle est diplômée en génie civil.
Elle fait ses débuts en Super Rugby Women's en 2020 avec les Waratahs, qui remportent le titre national malgré une finale annulée.
Le 6 mai 2022, elle obtient sa première sélection avec l'Australie contre les Fidji. Elle est retenue en septembre pour disputer la Coupe du monde en Nouvelle-Zélande.
Par la suite, elle ne quitte plus l'effectif des Wallaroos, enchainant Pacific Four Series et WXV en 2023 et 2024.

## Palmarès

### En club et franchise
- Vainqueur du Super Rugby Women's en 2020, 2021, 2024 et 2025.
- Vainqueur de la Jack Scott Cup en 2020 et 2024.

### En équipe nationale
- Vainqueur du WXV 2 en 2024.